# Andreas Heller (Architekt)

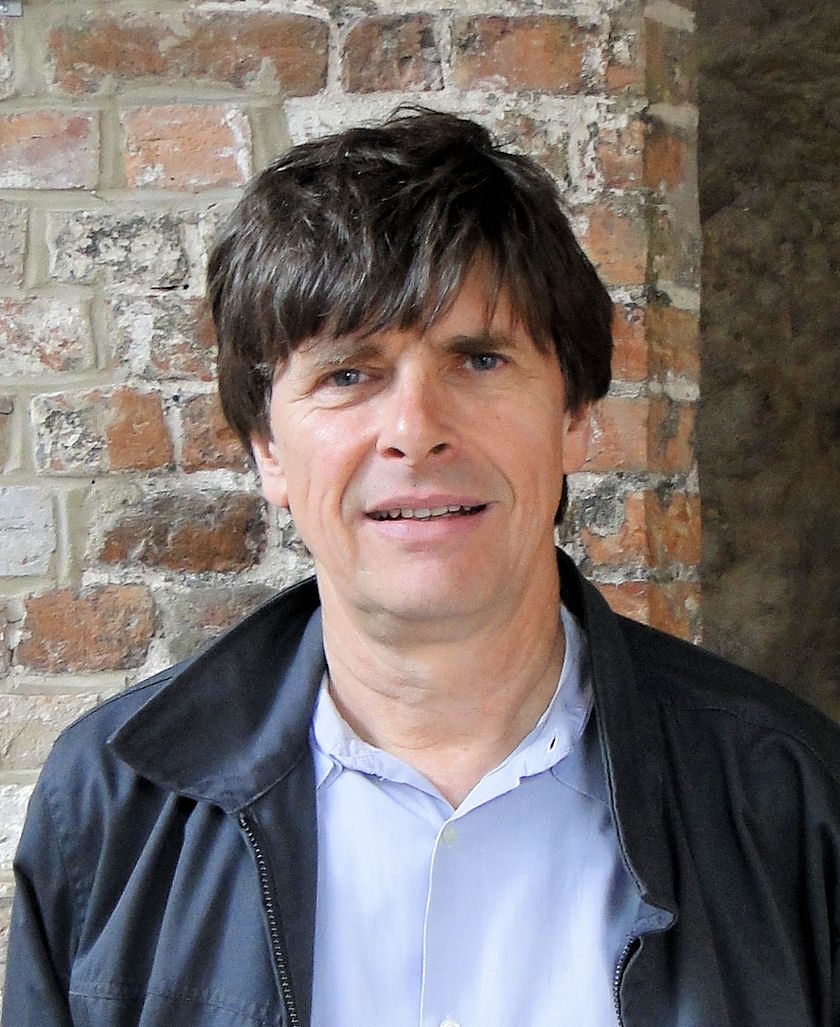
Andreas Heller

Andreas Heller (* 26. Juli 1952) ist ein in Hamburg lebender deutscher Architekt und Bühnenbildner.

## Leben
Von 1978 bis 1985 arbeitete Heller als Bühnenbildner an verschiedenen deutschen Theatern. Zu seinen wichtigsten Bühnenbildern gehörten „Kalldewey Farce“ für das Badische Staatstheater in Karlsruhe, „Der kaukasische Kreidekreis“ für das Deutsche Schauspielhaus in Hamburg und „Hamlet“ für das Schauspiel Frankfurt. Seit 1982 ist Andreas Heller für unterschiedliche deutsche Fernsehsender als Filmarchitekt tätig und gestaltet seit Mitte der 1980er Jahre Ausstellungen und Museumseinrichtungen für zahlreiche Institutionen und Museen in Deutschland. Im Jahr 1989 gründete er die Studio Andreas Heller GmbH. Im Jahr 2001 erfolgte dann die Eintragung als Architekt in die Architektenliste der Hamburgischen Architektenkammer.

## Projekte

### Architektur
- HSV-HSH-NORDBANK (seit 1998)
- Buddenbrookhaus, Lübeck (2000)
- Deutsches Auswandererhaus, Bremerhaven (2005)
- Forum Johanneum, Hamburg (2007)
- Infopavillon Elbphilharmonie, Hamburg (2008)
- Masterplan zum Hafenmuseum, Hamburg (2010)
- Erweiterungsbau Albert Schweitzer Schule, Hamburg (2010)
- Grundschule Barlsheide, Hamburg (2011)
- Wasserkunst Kaltehofe, Hamburg (2011)
- Wälderhaus, Hamburg (2012)
- Grindelhof 59 - Wohnhaus, Café und Jüdischer Salon, Hamburg (2014)
- Europäisches Hansemuseum, Lübeck (2015)
- Wohnhaus “GOOD TIMES”, Bremerhaven (2015)
- Hotel The Liberty, Bremerhaven (2018)
- Gemeindehaus Stellinger Kirche, Hamburg (2020)
- Zweite Erweiterung des Deutschen Auswandererhauses, Bremerhaven (2021)
- Neu- und Umbau der Industrie- und Handelskammer Lüneburg-Wolfsburg, Lüneburg (2021)

### Ausstellungen
- „SehnSucht“, Wanderausstellung zur Suchtprävention (1997)
- Hafencity Infocenter, Kesselhaus (Speicherstadt) Hamburg (2000)
- „Verbrechen der Wehrmacht“, Wanderausstellung (2001)
- Die Erde von oben, Hamburg, Hannover (2001)
- Günter Grass-Haus, Lübeck (2002)
- NDA, Neue Deutsche Architektur, Wanderausstellung, weltweit (2002)
- Regenwaldhaus, Dauerausstellung, Hannover (2003)
- Museum für Kommunikation Frankfurt (2004)
- HSV-Museum, Hamburg (2004)
- Max Liebermann – Wegbereiter der Moderne, Sonderausstellung Hamburger Kunsthalle (2012)
- Der Geldschein. Mädchenhandel, Sonderausstellung, Deutsches Auswandererhaus, Bremerhaven (2013)
- Bedeutung Schichten, Sonderausstellung, Humboldt Lab Dahlem, Berlin (2013)
- Museumsausstellung Rock’n’popmuseum, Gronau (Westf.) (2018)
- Neue Dauerausstellung, Deutsches Auswandererhaus, Bremerhaven (2022)

## Auszeichnungen
- Shortlist, DAM Preises für Architektur, Gemeindehaus Stellinger Kirche, 2022
- BDA Preis Schleswig-Holstein, 2019
- Gewinner, DAM Preis für Architektur, Europäisches Hansemuseum, 2017
- iF Design Award 2016 in Gold in der Kategorie „Architecture - Public“  für das Europäische Hansemuseum, 2016
- Auszeichnung als Europäisches Museum des Jahres für das Deutsche Auswandererhaus, 2007
- Museumspreis des Europarates für das Buddenbrookhaus, 2002
- Goldmedaille der Weltausstellung EXPO 2000 für „Abenteuer Spurensuche - Auswanderung nach Amerika“, 2001
- BDA Gold Award San Francisco für das Studio-Design „ran“, 1999